# Euaugaptilus graciloides
Euaugaptilus graciloides är en kräftdjursart som beskrevs av Brodsky 1950. Euaugaptilus graciloides ingår i släktet Euaugaptilus och familjen Augaptilidae. Inga underarter finns listade i Catalogue of Life.